# Sufi Abu Taleb
Sufi Abu Taleb (صوفى أبو طالب, en árabe) (27 de enero de 1925 - 21 de febrero de 2008), fue el presidente de Egipto, durante 8 días, tras el asesinato de Anwar el-Sadat, el 6 de octubre de 1981. Antes de este hecho, Sufi Abu Taleb ocupó el cargo de portavoz del parlamento entre el 4 de noviembre de 1978 y el 4 de noviembre de 1983.

## Biografía
Realizó sus estudios de derecho en la Universidad de El Cairo, graduándose en 1946. Completó sus estudios en La Sorbona y en la Universidad de Roma "La Sapienza".
Asumió el cargo de portavoz del Parlamento, en ese momento "Representante de la Asamblea Popular de Egipto", y como tal, de acuerdo con la Constitución de Egipto, tras la muerte del presidente Anwar el-Sadat, asumió el cargo el 6 de octubre de 1981. Tras ocho días cedió el poder a Hosni Mubarak, quien había ocupado el cargo de vicepresidente en el gobierno de Anwar el-Sadat. Sufi Abu Taleb mantuvo su cargo de portavoz parlamentario.

### Fallecimiento
Falleció en Kuala Lumpur, Malasia, en febrero de 2008, mientras se encontraba allí para una reunión de exalumnos de la Universidad de al-Azhar de El Cairo. Habiendo fallecido sus dos predecesores, Anwar al-Sadat y Gamal Abdel Nasser en el ejercicio del cargo, Sufi Abu Taleb era al momento de su muerte el único expresidente vivo de Egipto estando todavía Mubarak en el cargo hasta la Revolución egipcia de 2011.